# GNU FreeFont
GNU FreeFont ist eine Familie von freien, quelloffenen Schriftarten aus dem GNU-Projekt, die unter der GNU-GPL-Lizenz stehen. Die Familie besteht aus FreeMono, FreeSans, und FreeSerif.
Es wird eine möglichst vollständige Abdeckung des Universal Coded Character Set (UCS) angestrebt. Das Projekt wurde 2002 von Primož Peterlin gestartet. Der heutige Maintainer ist Steve White.

## Geschichte
Beginn der Sammlung war eine Spende der URW Software & Type. Für viele andere Sprachen kam später Unterstützung dazu.
Die aktuelle Version wurde am 3. Mai 2012 veröffentlicht.